# Olsalazina
L'olsalazina è un farmaco antinfiammatorio non steroideo appartenente alla classe dei salicilati e usato nel trattamento delle malattie infiammatorie croniche intestinali come la rettocolite ulcerosa.
Come per la balsalazide si ritiene che sia un profarmaco la cui forma attiva è costituita dalla mesalazina ovvero l'acido 5-amminosalicilico (5-ASA) cui viene trasformata selettivamente nel colon, essendo pertanto utile nel trattamento della colite ulcerosa.